# أنقليس ثعباني حاد الخطم
أنقليس ثعباني حاد الخطم (الاسم العلمي: Apterichtus klazingai) هو نوع من الأسماك، يتبع فصيلة الأنقليس الثعباني.